# فرقه کمونیست ترکی (رسمی)
فرقۀ کمونیست تُرکی یا حزب کمونیست تُرکی (به ترکی: Türk Komünist Fırkası, TKF) به یک حزب سیاسی در کشور ترکیه اشاره دارد که با نام حزب کمونیست رسمی (resmi) شناخته می‌شود. فرقۀ کمونیست تُرکی در اکتبر ۱۹۲۰ توسط مصطفی کمال آتاترک و به منظور مقابله با تأثیرات حزب کمونیست ترکیه تأسیس شد. ارگان حزب آنادولودا ینی گون (به ترکی: Anadoluda Yeni Gün به معنای روز نوی آناتولی) نام داشت که یونس نادی آبالی‌اوغلو سردبیر آن بود.
حکومت ترکیه هیئتی چهار نفره را از این حزب به نمایندگی و به سرپرستی توفیق رشدی آراس طی مأموریتی به شوروی فرستاد تا با حکومت شوروی ارتباط برقرار کنند.
کمال آتاترک پس از مدت کوتاهی فعالیت این حزب را نیز ممنوع کرد.